# Bahenka šášinovitá

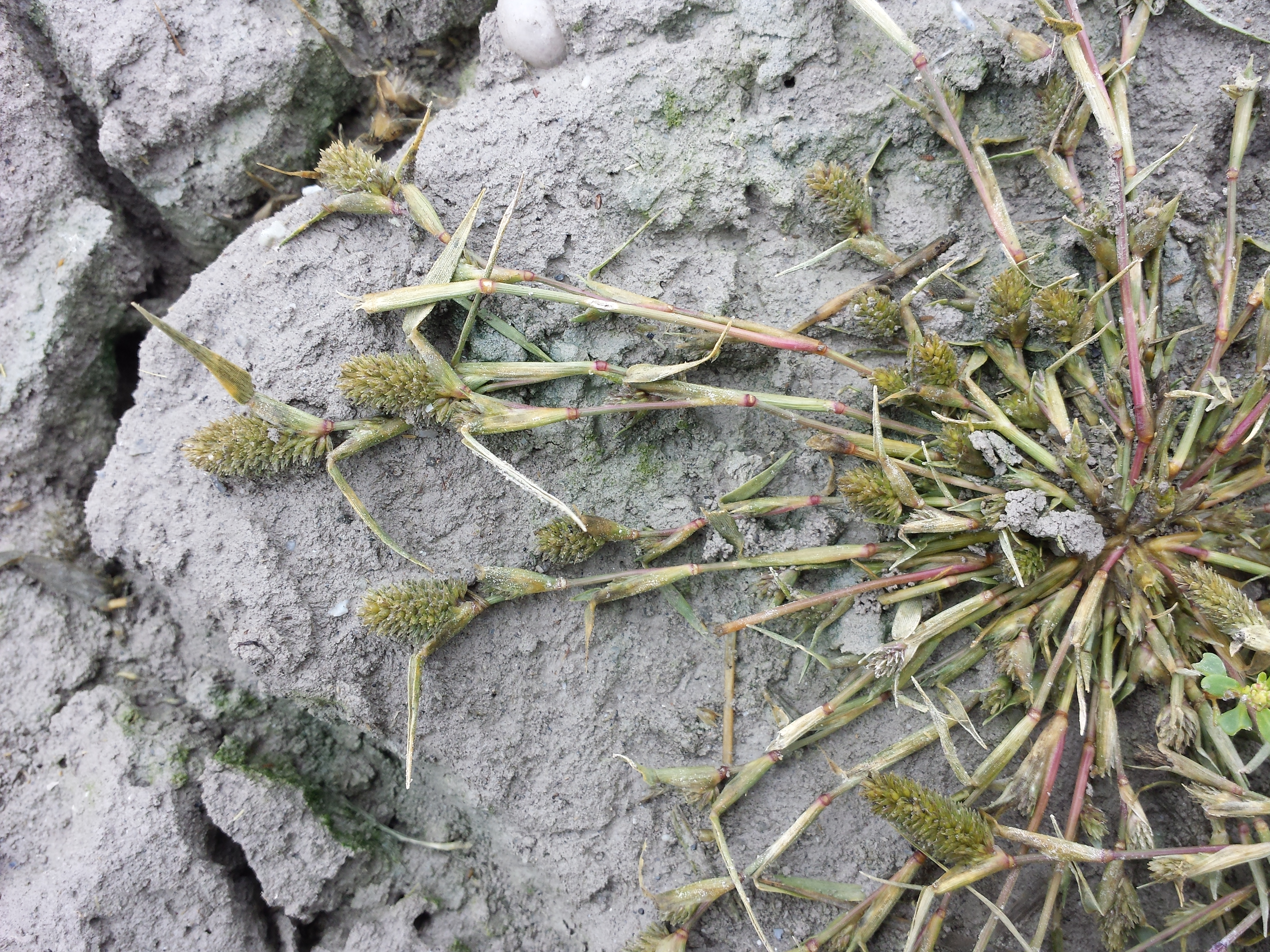
Rozprostřená bahenka šášinovitá

Bahenka šášinovitá (Crypsis schoenoides) je pouze několik centimetrů vysoká, v trsech rostoucí travina. Je jednoletka nízkého vzrůstu, vyskytující se často na mírně zasolené půdě, obvykle v na jaře zaplavených a později vyschlých mokřadech.
Druh byl původně řazen, společně s bahenkou psárkovitou (Crypsis alopecuroides), do rodu bahenka (Heleochloa), který byl později na základě genetických analýz včleněn do rodu skrytěnka (Crypsis). Dosud ale bývá často uváděna pod nesprávným vědeckým jménem Heleochloa schoenoides. Přes tento přesun do rodu skrytěnka si však rostlina podržela původní české pojmenování bahenka šášinovitá. Jméno rodu Crypsis je odvozeno z řeckého „kryptós“, což znamená skrytý a odkazuje na květenství, která jsou z části ukrytá v listových pochvách.

## Rozšíření
Bylina má rozlehlý původní euroasijský areál. Roste v mírném klimatu ve střední, západní a jižní části Evropy a dále přes Střední východ, oblasti Kavkazu, Sibiře a Střední Asie až po severní Indii a Čínu. Od starověku se bahenka šášinovitá vyskytuje také v severní Africe. V novověku byla zavlečena do Severní Ameriky, Austrálie, Japonska, subtropické Afriky i na Madagaskar, kde všude zdomácněla.
Je rozšířena především v přímořských oblastech, méně častěji roste v oblastech s kontinentálním podnebím, v Evropě a Asii se vyskytuje především jižně od 50° severní zeměpisné šířky. Ve střední Evropě její severní hranice rozšíření prochází jihovýchodním Rakouskem, jihovýchodem České republiky a jihem Slovenska.
V Česku se ještě v prvé polovině 20. století vyskytovala na mnoha slaných biotopech jižní Moravy, jihozápadně až jihovýchodně od města Brna. Do roku 2000 přežila pouze v okrese Břeclav, poblíž obcí Rakvice, Novosedly, Sedlec a Lanžhot. Roste tam nejvíce na mírně slané půdě v blízkosti rybníka Nesytu a v částech periodicky obnažovaného štěrkovitého dna mrtvého ramena řeky Dyje. Druh je v české přírodě považován za obligátní halofyt, jenž zasahuje na nejjižnější moravské území z přilehlé panonské oblastí.

## Ekologie
Tento terofyt preferuje stanoviště na plném slunci. Vyskytuje se nejčastěji na hlinitých, písčitých i těžkých jílovitých půdách okolo v létě periodicky vysychajících jezer a slepých říčních ramen, stejně jako nedaleko od na jaře se objevujících plytkých tůní i poblíž pravidelně vybřežujících rybníků. Roste na půdě z jara vlhké a počátkem léta již vysychající, jenž je bohatá na živiny, má dostatek dusíku a fosforu a přehršel síranů a chloridů. Obsah solí může kolísat, její vysoký obsah není podmínkou, je pouze tolerován. Rostlina kvete od července do srpna a semena dozrávají v září a říjnu. Počet chromozomů 2n = 32 a stupeň ploidie x = 4.
Rostliny jsou velmi variabilní a liší se od sebe výškou, počtem lodyh i větví. Množství vody v půdě ovlivňuje charakter růstu, při dostatku vody jsou rostliny vzpřímené, při nedostatku rostlina vytváří rozprostřenou formu. Rozprostřené bývají i rostliny s dostatkem vody, ale rostoucí ve stínu.

## Popis
Jednoletá bylina je vysoká 5 až 10 cm a v době kvetení i 20 cm. Z hustého trsu vyrůstá od 15 do 30 stébel, která mají tři až pět kolének, jsou poléhavá až vystoupavá, lysá a mírně zploštělá. Stébla se u báze silně větví a jsou střídavě porostlá světlezelenými až šedozelenými, jednoduchými, plochými listy dlouhými 2 až 10 cm a širokými od 0,2 do 0,6 cm. Celistvé, čárkovité listy jsou na konci zašpičatělé, nemají řapík, vyrůstají z volné pochvy bez ouška a s jazýček mají nahrazen pouhou řadou chloupků.
Květenství je vejčitá hlávka klásků, někdy též nazývaná vejčitý lichoklas, a bývá dlouhé 0,5 až 4 cm a široké mezi 0,5 až 1 cm. Vyrůstá na konci hlavního stébla i bočních větví a bývá poněkud překryto částečně nafouklou pochvou. Obsahuje asi 3 mm dlouhé, světlezelené, jednokvěté klásky podepřené dvěma plevami bez osin, spodní kýlovitá pleva je asi 2 mm dlouhá a horní je o málo delší. Úzká jednožilná, blanitá plucha je dlouhá okolo 2,8 mm, delší pluška je dvojkýlná. Oboupohlavný květ s redukovaným okvětím má tři tyčinky s vrtivými prašníky asi 1 mm velkými.
Přenos pylu na blizny zajišťuje vítr. Plodem je eliptická obilka (semeno) hnědé barvy, která bývá velká pouze asi 1,2 mm. Hmotnost tisíce semen bývá okolo 0,2 gramů.

## Rozmnožování
Rostlina se přirozeně rozšiřuje výhradně semeny, obilkami. Bylina nemá žádný kořen se zásobou živin schopný přezimování. Některé zralé obilky vyklíčí již na podzim, ale tyto semenáče zimní období nepřežijí. Převážná část semen vzklíčí až v polovině dubna následného roku a menší část jich zůstane spící v půdní bance, kde však brzy ztrácejí životaschopnost.
Množství vyprodukovaných semen závisí na mohutnosti byliny, na počtu plodných stébel, květenství a počtu klásků. V přírodě je velikost rostlin velmi proměnlivá a proto je variabilní i počet obilek získaných z jedné rostliny. Hojnost květenství se u jedince pohybuje od několika jednotek až po několik desítek kusů. V nejbohatším, vrcholovém květenství bývá obilek až stovka, v menších bočních obvykle jen desítky.

## Možnost záměny
Na bahenku šášinovitou jsou dosti podobné bahenka psárkovitá (Crypsis alopecuroides) a skrytěnka bodlinatá (Crypsis aculeata), oba druhy jsou také v přírodě České republiky kriticky ohrožené.
Skrytěnka bodlinatá má květenství (hlávku či lichoklas) širší než delší, u báze je květenství podepřeno pochvami dvou zdánlivě vstřícných listů a v květech klásků má pouze po dvou tyčinkách. Bahenka psárkovitá je obvykle mohutnější, její stébla bývají dlouhá až 30 cm, čepel nejhořejšího listu je kratší než jeho pochva, která není nafouklá a často nekryje květenství, které bývá dlouhé 2 až 6 cm a široké asi 0,5 cm.

## Význam
Bylina je potravou vodních ptáků, například středně velké kachny ostralky štíhlé (Anas acuta), která na jaře i na podzim Českem protahuje, někdy i vzácně přezimuje.

## Ohrožení
Množství lokalit zaniklo velkoplošnou rekultivací zamokřených půd a intenzifikací zemědělství, jež byly prováděné v druhé půli 20. století. Bez disturbance zapojeného vegetačního krytu nebývá územní ochrana příliš účinná, semenáčky nových rostlin se na stanovištích s hustým travním porostem nemohou uchytit.
V Česku je bahenka šášinovitá zařazena v „Červeném seznamu ohrožených druhů České republiky“ z roku 2017 mezi rostliny kriticky ohrožené (C1t). Z celosvětového pohledu je však bahenka šášinovitá rozšířena na velké ploše a Mezinárodním svazem ochrany přírody(IUCN) je proto považována za málo dotčený taxon (LC).